# Ivo Garrani
Ivo Garrani (* 6. Februar 1924 in Introdacqua; † 25. März 2015 in Rom) war ein italienischer Schauspieler und Synchronsprecher.

## Leben
Garrani begann seine Bühnenlaufbahn 1943 neben Carlo Tamberlani. Er trat gemeinsam mit zahlreichen italienischen Bühnengrößen dieser Zeit auf wie Rina Morelli, Paolo Stoppa und Gino Cervi. 1960 gründete er gemeinsam mit Enrico Maria Salerno und Giancarlo Sbragia die Theatergruppe „La Compagnia degli Attori Associati“, die sich neben Bühneninszenierungen auch um soziale Belange von Schauspielern kümmerte. Zu Garranis größten Bühnenerfolgen zählt die Titelrolle in Shakespeares Julius Caesar 1954 am Piccolo Teatro di Milano unter der Regie von Giorgio Strehler.
1952 gab Garrani in Ragazze da marito, einer Komödie von und mit den Geschwistern Peppino, Titina und Eduardo De Filippo sein Spielfilmdebüt. In einer fast 60 Jahre umfassenden Karriere wirkte er in nahezu 100 Film- und Fernsehproduktionen mit. Er spielte in Sandalenfilmen wie Herkules erobert Atlantis, in Horrorfilmen wie Mario Bavas Die Stunde, wenn Dracula kommt, in Historienfilmen bzw. Biographien wie Johannes XXIII. – Für eine Welt in Frieden und Actionfilmen wie Abrechnung in San Franzisko mit Roger Moore. Im Laufe seiner Karriere arbeitete er mit vielen namhaften Regisseuren wie Roberto Rossellini (Der falsche General), Luchino Visconti (Der Leopard), Abel Gance (Cyrano und D’Artagnan), Costa-Gavras (Sondertribunal) und Lina Wertmüller, unter deren Regie er in den 1960er Jahren eine Hauptrolle in der Fernsehserie Giornalino di Gian Burrasca spielte. Oft verkörperte Garrani auch historische Persönlichkeiten oder Sagengestalten wie den König Pelias in Die unglaublichen Abenteuer des Herkules, Gideon in Gideon und Samson, Napoleons Generalfeldmarschall Soult in Sergei Fjodorowitsch Bondartschuks Waterloo, Gaius Iulius Caesar in Sergio Corbuccis Der Sohn des Spartakus und Benito Mussolini in Marco Letos Fernsehfilm Befreiung.
Daneben arbeitete Garrani auch als Sprecher für den Rundfunk und Hörspiele. Als Synchronsprecher lieh er zahlreichen internationalen Schauspielkollegen seine Stimme. So synchronisierte er beispielsweise Edmond O’Brien in Der Glöckner von Notre Dame, Rod Steiger in Gli indifferenti, John Barrymore in Menschen im Hotel und Mario Adorf in Die Ermordung Matteottis. Garrani starb am 25. März 2015 in Rom im Alter von 91 Jahren.

## Filmografie (Auswahl)
- 1952: Ragazze da marito
- 1954: Orientexpress (Orient Express)
- 1958: Aphrodite – Göttin der Liebe (Afrodite, dea dell’amore)
- 1958: La morte viene dallo spazio
- 1958: Die unglaublichen Abenteuer des Herkules (Le fatiche di Ercole)
- 1959: Der falsche General (Il generale Della Rovere)
- 1959: Die Schlacht von Marathon (La battaglia di Maratona)
- 1980: Wind des Südens (Vento del sud)
- 1960: Adua und ihre Gefährtinnen (Adua e le compagne)
- 1960: Der Bucklige von Rom (Il gobbo)
- 1960: Die Furchtlosen von Parma (La strada dei giganti)
- 1960: Karthago in Flammen (Cartagine in fiamme)
- 1960: König der Seeräuber (Morgan il pirata)
- 1960: Seddok – Der Wüger mit den Teufelskrallen (Seddok. L’Erede di Satana)
- 1960: Die Stunde, wenn Dracula kommt (La maschera del demonio)
- 1961: Herkules erobert Atlantis (Ercole alla conquista di Atlantide)
- 1962: Zehn Italiener für einen Deutschen (Dieci italiani per un tedesco)
- 1962: Der Sohn des Spartakus (Il figlio di Spartacus)
- 1963: Der Leopard (Il gattopardo)
- 1963: Marschier oder krepier (Marcia o crepa)
- 1964: Cyrano und d’Artagnan (Cyrano et d'Artagnan)
- 1964–1965: Il giornalino di Gian Burrasca (Fernsehserie)
- 1965: Casanova ’70
- 1965: Gideon und Samson (I grandi condottieri)
- 1967: Ich komme vom Ende der Welt (L’avventuriero)
- 1967: Der Keuschheitsgürtel (La cintura di castità)
- 1968: Tödliches Erbe (L’assassino ha le mani pulite)
- 1969: Befreiung (Освобождение)
- 1970: Waterloo (Waterloo)
- 1972: Bronte: cronaca di un massacro che i libri di storia non hanno raccontato
- 1972: Milano Kaliber 9 (Milano calibro 9)
- 1972: Wie bitte werde ich ein Held? (À la guerre comme à la guerre)
- 1975: Sondertribunal – Jeder kämpft für sich allein (Section spéciale)
- 1976: Abrechnung in San Franzisko (Gli esecutori)
- 1977: Terror Streets (Italia: ultimo atto?)
- 1977: Inferno 2000 (Holocaust 2000)
- 1993: Auf Messers Schneide (La scalata)
- 1999: Falcone – Im Fadenkreuz der Mafia (Excellent Cadavers) (Fernsehfilm)
- 2005: Johannes XXIII. – Für eine Welt in Frieden (Il mondo è meraviglioso) (Fernsehfilm)
- 2007: Incantesimo 9 (Fernsehfilm)
- 2008: Incantesimo 10 (Fernsehfilm)